# 缘毛卷柏
缘毛卷柏（学名：Selaginella ciliaris）为卷柏科卷柏属下的一个种。

## 扩展阅读
- 維基物種上的相關：缘毛卷柏